# Tresserve
Tresserve is een gemeente in het Franse departement Savoie (regio Auvergne-Rhône-Alpes). De plaats maakt deel uit van het arrondissement Chambéry. Tresserve telde op 1 januari 2022 2.927 inwoners.

## Geografie
De oppervlakte van Tresserve bedroeg op 1 januari 2022 2,77 vierkante kilometer; de bevolkingsdichtheid was toen 1.056,7 inwoners per km².

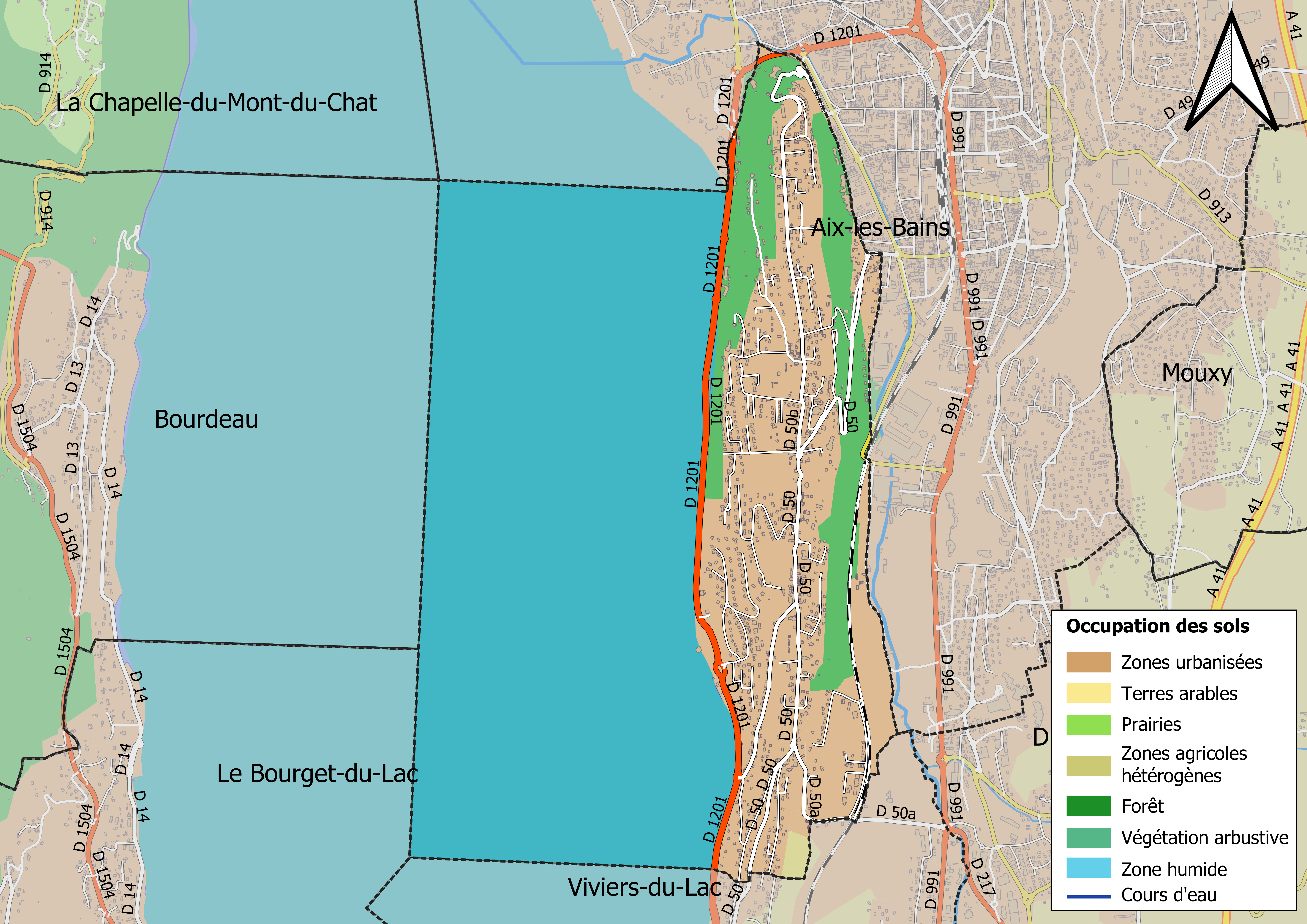
Kaart van de gemeente met de belangrijkste infrastructuur, bodemgebruik en omliggende gemeenten

## Demografie
Onderstaande figuur toont het verloop van het inwonertal (bron: INSEE-tellingen).